# Max Linder
Pour les articles homonymes, voir Max et Linder.
Gabriel-Maximilien Leuvielle, dit Max Linder (max lɛ̃dɛr), est un acteur et réalisateur français, né le 16 décembre 1883 au lieu-dit « Cavernes », à Saint-Loubès (Gironde), et mort le 1er novembre 1925 à Paris dans le 16e arrondissement.
Il est, en France, l'une des plus grandes vedettes comiques au temps du cinéma muet ; son jeu et ses inventions ont notamment influencé la création du personnage de Charlot, interprétée par Charlie Chaplin.

## Biographie

### Jeunesse et débuts

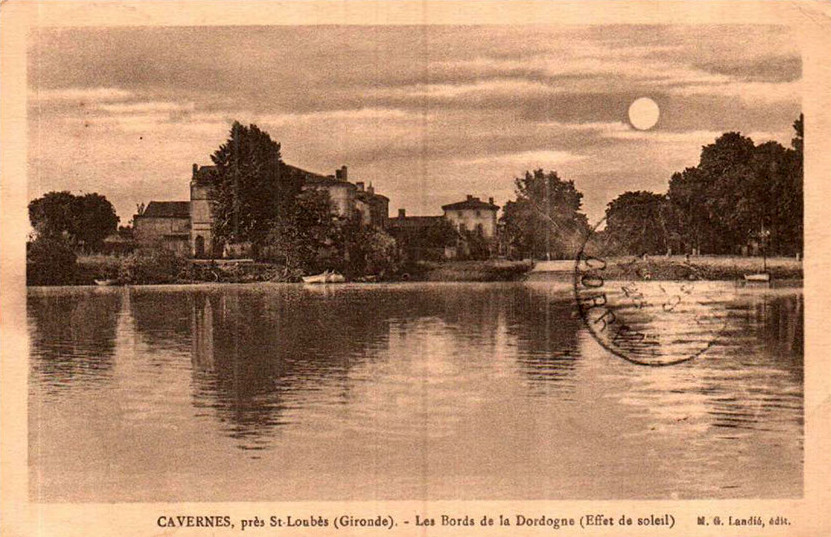
Cavernes, village natal de Max Linder au début du XXe siècle.

Gabriel-Maximilien Leuvielle, futur Max Linder, naît en 1883 dans le petit village de Cavernes, situé dans un méandre rive gauche de la Dordogne, en amont du Bec d'Ambès et en aval de Libourne. Ce lieu-dit, entouré de vignes, est rattaché à la commune de Saint-Loubès en Gironde.
Son père, Jean, dit Marcel Leuvielle, né en 1858, (lui-même fils de marchands d’habits), et sa mère, Suzanne Baron (1860-1958), fille d’un tonnelier, sont vignerons. L'infestation du phylloxéra se propageant dans les vignobles bordelais, ses parents le confient lui et son frère à sa grand-mère maternelle et partent refaire fortune aux Amériques.
Après des études au lycée de Talence, le jeune Gabriel-Maximilien Leuvielle entre au Conservatoire de Bordeaux. Il en est renvoyé durant sa deuxième année, après une altercation avec un professeur. Il continue néanmoins de jouer le répertoire classique, sous le pseudonyme de Max Lacerda à la demande de son père. En 1904, il adopte le pseudonyme de Max Linder, choisi au hasard d'une promenade dans les rues de Bordeaux qui l'amène devant la devanture du magasin de chaussures Linder,.
La même année, il monte à Paris rejoindre un ancien professeur de déclamation qui dirige le théâtre de boulevard l’Ambigu. Il y joue ainsi qu'aux Variétés. Muni d'une lettre de recommandation d'un ami du théâtre de l'Ambigu, il est reçu dans la maison Pathé qui l'engage en 1905 pour « faire du cinématographe » : scénariste, réalisateur, acteur, il tourne alors près d’un film par jour. Cela ne l'empêche pas parallèlement de tenter d'entrer au Conservatoire national supérieur d'art dramatique, mais il échoue au concours trois années consécutives.
Charles Pathé le découvre et l'engage. Son premier court-métrage s'intitule Le Premier cigare d'un collégien (1905). Il tourne quelques drames tels que Les Contrebandiers (1906), Un drame à Séville mais le public le préfère dans la comédie où un succès considérable l'attend.
Après quelques sketches burlesques (Un mariage à l'italienne, Les Débuts d'un yachtman et des comédies d'époque comme Dix femmes pour un mari en 1906), il crée le personnage de « Max », jeune dandy élégant, hâbleur, porté sur le beau sexe, toujours mêlé à des aventures loufoques dont il se tire avec brio. Max Linder se dote aussi d'un physique reconnaissable : costumes élégants, avec chapeau haut-de-forme (parfois melon), petite moustache.
Le départ d'André Deed pour l'Italie en 1908 lui donne enfin sa chance et il va rapidement devenir l'acteur de comédies principal aux studios Pathé.

### Le succès de «Max»

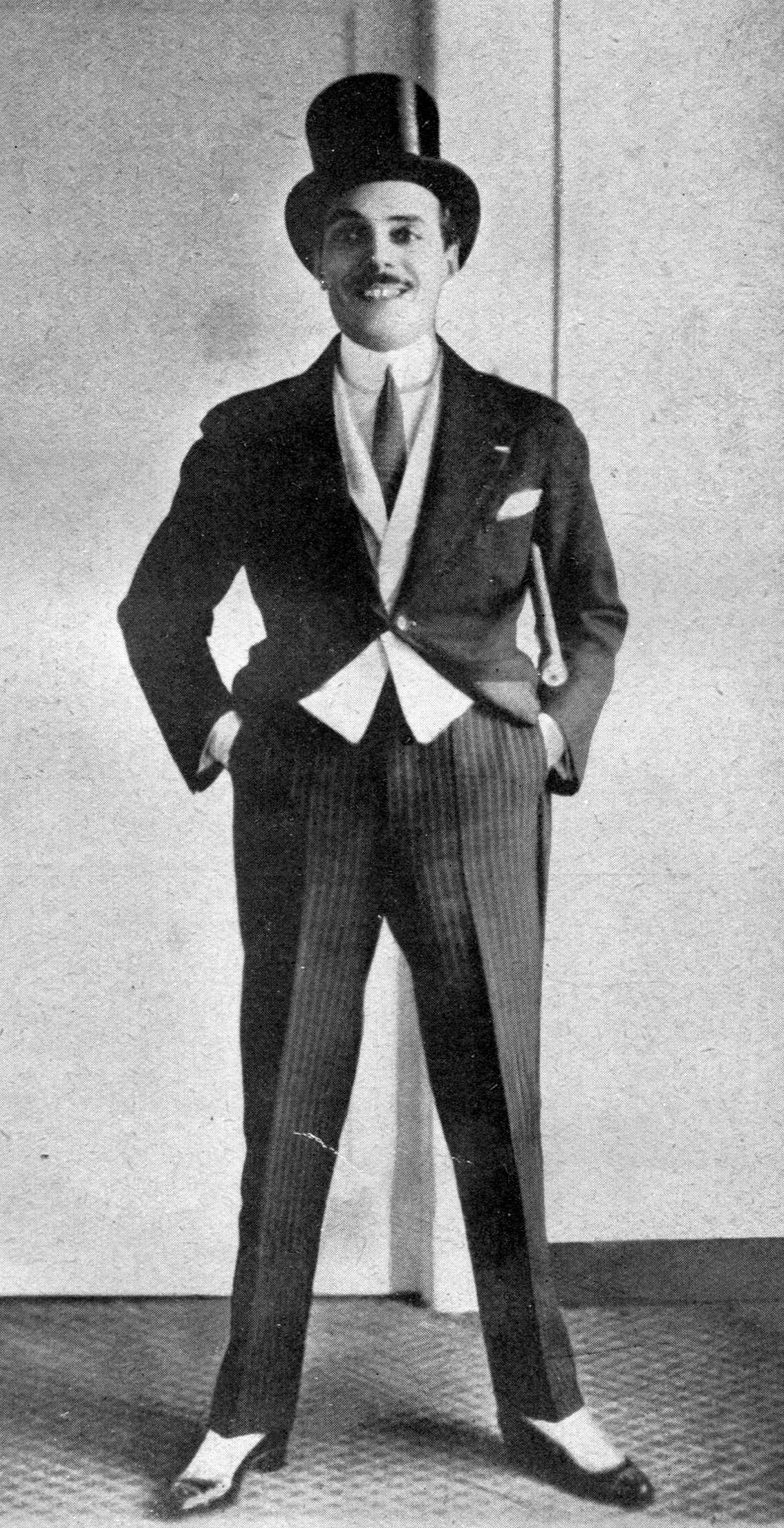
Max Linder en 1908.

Le personnage de « Max » naît en 1910, avec Les Débuts de Max au cinéma (cependant certains de ces films plus anciens ont été rebaptisés avec l'ajout du terme Max...).
Dès lors, Max devient une attraction cinématographique de tout premier plan avec une centaine de courts-métrages, comme Comment Max fait le tour du monde (1910), Max hypnotisé (1910), Max ne se mariera pas (1910), Max fiancé (1911), Max victime du quinquina (1911), Le Roman de Max (1912), Entente cordiale (1912), Une idylle à la ferme (1912), Les Vacances de Max (1913), Max fait de la photo (1913), Le Duel de Max (1913), Max sauveteur (1914), Max au couvent (1914)… Il est tour à tour escamoteur, professeur de tango, toréador, pédicure, maître d'hôtel, médecin… D'un film à l'autre, il court après une fiancée volage, se fait battre en duel, est victime d'un abus de quinquina, ou se mesure à Nick Winter, le célèbre détective, dans un film coréalisé avec Paul Garbagni.
Avec tous ces films, d'une ou deux bobines, le plus souvent écrits et réalisés par lui-même, Max est un triomphe mondial, la première star internationale de cinéma en 1910 (grâce notamment aux encarts publicitaires de Pathé) quelques années avant qu'Hollywood invente les siennes (Douglas Fairbanks, Florence Lawrence, Florence Turner, Mary Pickford). Charlie Chaplin a été influencé par Max Linder pour créer son personnage.
Un premier problème de santé, et un accident pendant un tournage (éventration à la suite d'un saut acrobatique en patin à roulettes au Théâtre de la Cigale), l'obligent à s'arrêter plusieurs mois en 1911, mais il revient avec encore davantage de succès. En 1912-1913, il part pour des tournées triomphales à l'étranger, d'abord en Espagne et en Allemagne, où il tourne des scènes qui seront insérées à ses films (Max toréador ou Max, professeur de tango), puis en Russie (Saint-Pétersbourg).
Mais c'est surtout la guerre de 1914 qui interrompt cette carrière sans précédent alors que son contrat avec Pathé d'un million de francs prévoit de tourner 150 films sur trois ans, soit un film par semaine. Envoyé au front, gazé, il est définitivement réformé. En 1916, s'estimant rétabli, il signe un contrat mirifique (salaire de 5 000 $ par semaine) avec les Studios Essanay de Chicago, que Charlie Chaplin venait de quitter. Mais sa santé encore fragile le trahit et ne lui permet de tourner que trois films sur les douze prévus. Malade, il rentre en France, après un séjour dans un sanatorium de Los Angeles, pour se faire soigner chez lui.

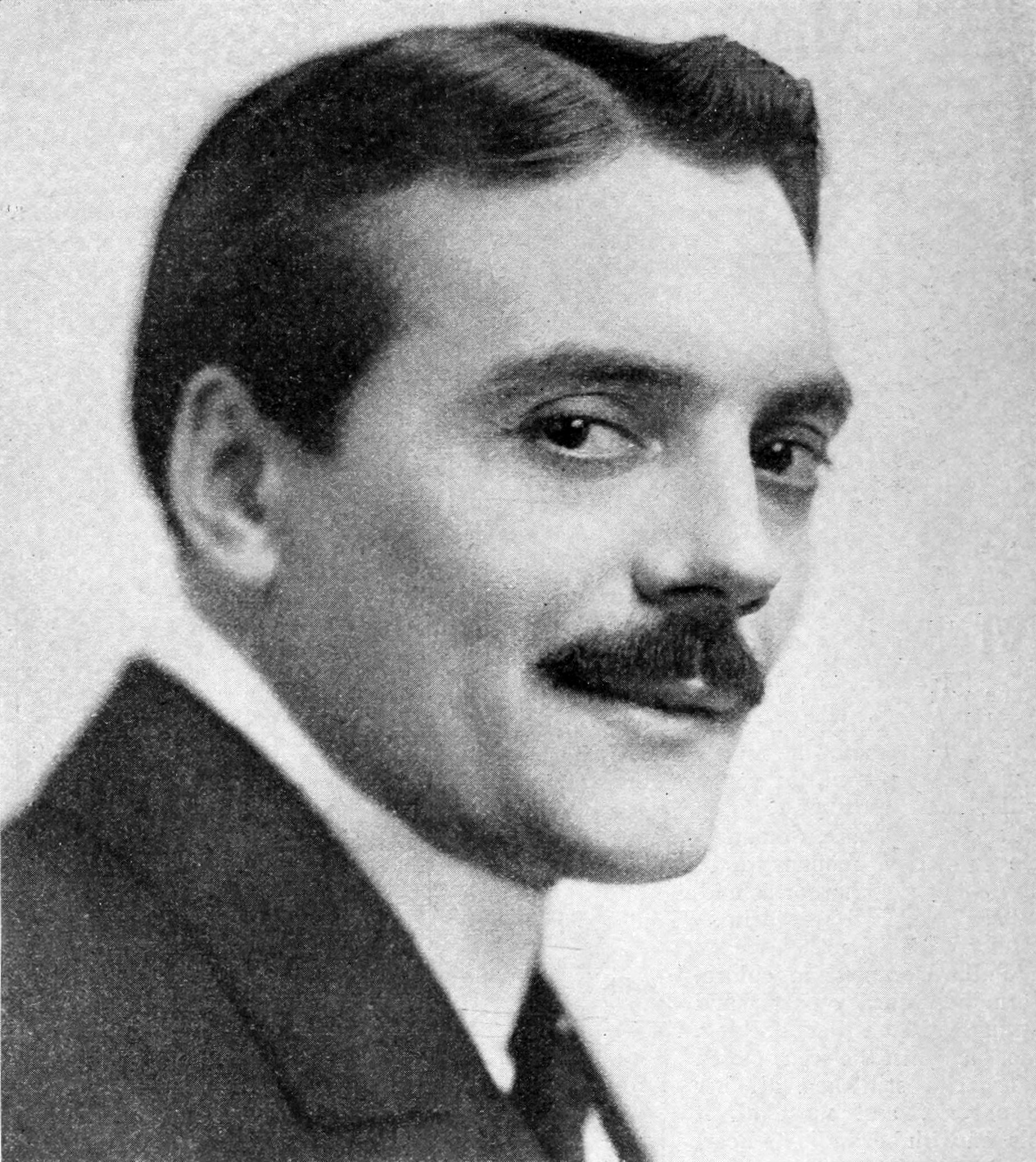
Max Linder vers 1917.

Il faut attendre plus d'un an pour qu'il puisse tourner à nouveau, à la demande de son ami Tristan Bernard, pour une adaptation cinématographique du Petit Café, tournée par son fils Raymond Bernard avec l'actrice Jane Renouardt, son égérie (qui épousera plus tard Fernand Gravey). Le film obtient, tant de la critique que du public, un accueil enthousiaste : aux yeux de chacun, Max était de retour.
Le 21 mars 1919, il inaugure le Ciné Max Linder, situé sur les grands boulevards parisiens et dans lequel il diffuse ses propres œuvres cinématographiques,,.
Max Linder repart à la fin de l'année 1919 aux États-Unis, à Hollywood, devenue la capitale mondiale du cinéma. Il est tout à la fois producteur, scénariste, metteur en scène et principal interprète des trois longs métrages qu'il produit successivement : Sept Ans de malheur, célèbre pour la scène du miroir reprise plus tard par les Marx Brothers, Soyez ma femme, et ce qu'il considérait comme son meilleur film, L'Étroit Mousquetaire…
Cette dernière réalisation à peine terminée, Max Linder, exténué, se voit une nouvelle fois obligé de quitter les États-Unis, et c'est en convalescence à Lausanne qu'il reçoit le télégramme de félicitations de Douglas Fairbanks, lui annonçant le succès du film. Et le « d'Artagnan » de Max Linder bénéficie en France d'un accueil tout aussi chaleureux, bien évidemment. Puis il tourne avec Abel Gance dans Au secours !, un film où Max fait le pari de rester au moins une heure dans un château prétendument hanté. Le talent comique de Linder s'y combine avec les effets spéciaux d'un Abel Gance cherchant toujours les limites expressives d'un média encore nouveau (mais le film ne sortit pas).

### Fin de carrière
En 1921, il rencontre une jeune fille mineure de seize ans, Hélène Peters (1905-1925), dans un palace de Chamonix où il se repose. Sa mère refusant la demande en mariage, il enlève la jeune femme et l'emmène à Monte-Carlo. La mère cède à sa demande à la suite du scandale médiatique qu'il a soulevé. Le 1er août 1923, il l'épouse civilement à la mairie du 16e arrondissement de Paris, puis religieusement le 23 août suivant à l'église Saint-Honoré-d'Eylau. Les déboires professionnels, les ennuis de santé, et la jalousie maladive de Max Linder le font songer au suicide.
Le 23 février 1924, alors qu'il est en tournage dans les studios viennois de la Vita Films, il tente à l'hôtel de se suicider au Véronal et d'entraîner sa femme, alors enceinte de cinq mois, dans la mort. Mais Hélène ne fait que le simulacre d'absorber le produit et appelle les secours qui le sauvent à temps. En juin 1924 naît leur fille Maud (1924-2017) dite Josette, qui sera recueillie par ses grands-parents maternels.
Il part en Autriche réaliser Le Roi du cirque, avec Vilma Banky. Malgré les critiques élogieuses que ce film remporte, sa nomination à la présidence de la Société des Auteurs de Films, la préparation terminée de la super production Le Chevalier Barkas, et son engagement pour tourner une adaptation du Chasseur de chez Maxim's, il abandonne brusquement tous ses projets, miné par sa dépression et la demande de divorce de Ninette. Le 31 octobre 1925, alors que le couple réside dans l'appartement de l'hôtel Baltimore (88 bis avenue Kléber à Paris), les deux corps sont retrouvés inanimés, les veines tailladées. Max Linder, probablement sous la menace de son revolver, a forcé sa femme à prendre le verre de Gardénal avant d'absorber lui-même le produit et de sectionner leurs artères du poignet gauche. Tous deux meurent dans la soirée de la suite de leurs blessures ; la mort de Max Linder est enregistrée le 1er novembre à minuit et demi.

## Postérité

### Héritage et descendance

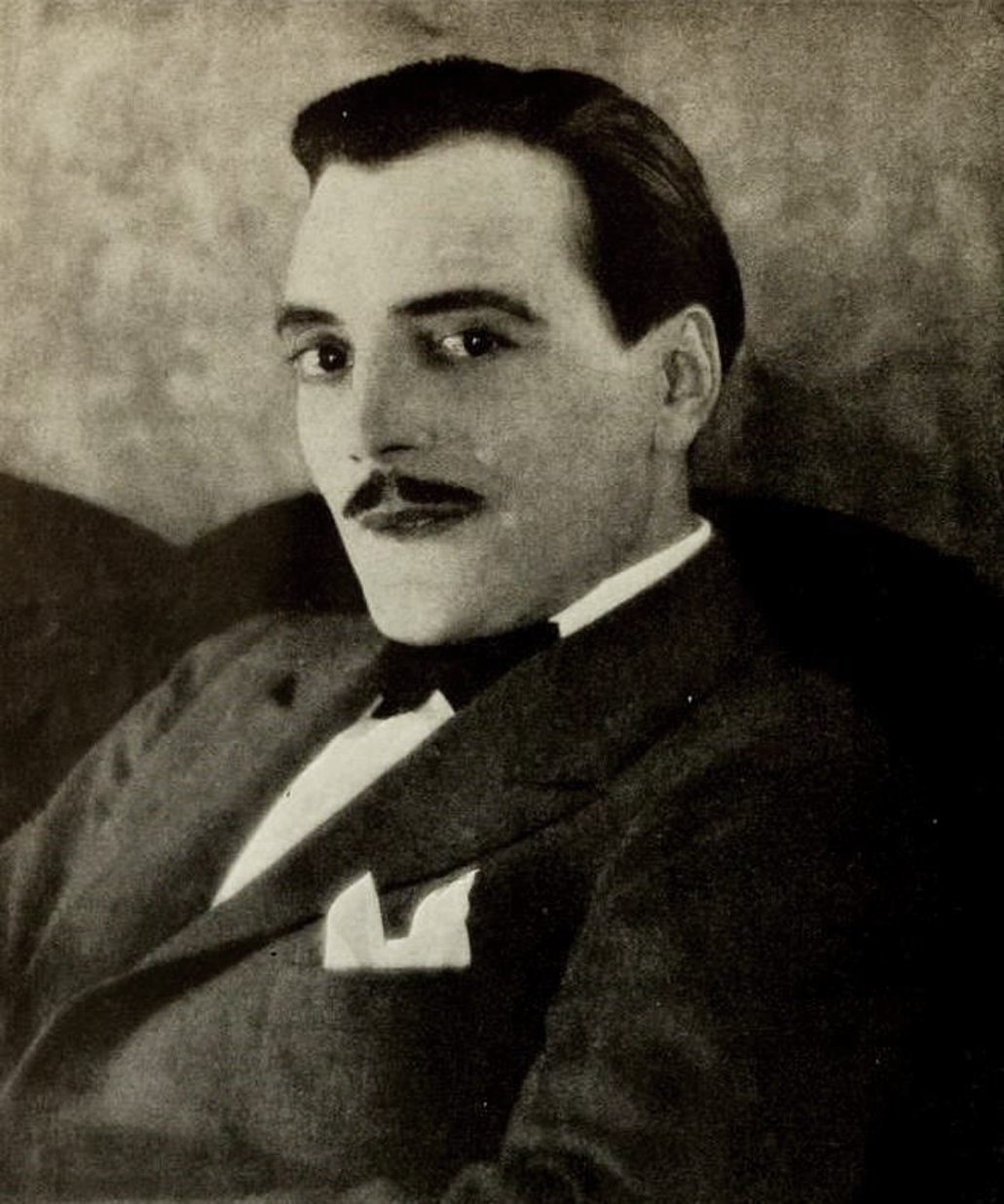
Max Linder en 1922.

Sa fortune et l’éducation de sa fille unique Maud Linder-Leuvielle (1924-2017) sont confiées à son frère aîné Maurice Leuvielle (1881-1959), ancien joueur de rugby à XV au Stade bordelais. Ce dernier, rongé par la syphilis, l’alcool et la haine envers son frère, dilapide une grande partie de l'héritage, enterre les bobines de ses films dans son jardin (non protégées par leurs boîtes métalliques, Maud Linder en les déterrant, ne récupérera que des pellicules inexploitables). Seuls une centaine de films subsistent aujourd'hui sur les cinq cents qu'il a tournés.
Mathilde Peters, la belle-mère de Max, par la menace d’un procès envers Maurice, obtient la garde de Maud mais la famille Leuvielle se dispute pendant des années, par procès interposé, la garde de l'orpheline légataire pour s'emparer de la fortune de son père.
Maud Linder est l'auteur de deux films, En compagnie de Max Linder en 1963, et L'Homme au chapeau de soie en 1985, qui retracent la vie et l'œuvre de son père à travers des extraits de films et des documents d'époque. Max Linder y est présenté comme « le premier auteur-acteur de l'histoire du cinéma ». Elle publie en 1992 Max Linder était mon père. Elle souhaite aussi créer un Institut Max-Linder pour honorer les travaux et la vie de son père.

### Mémoire de l'œuvre et du nom
L'apport de Max Linder au cinéma comique naissant est immense : il enrichit des scénarios banals d'une grande finesse d'observation, d'une dimension presque réaliste ; il réconcilie le cirque et le vaudeville, la farce et la comédie légère ; enfin, il impose un type profondément original, caractéristique de son époque. De Charlie Chaplin à Pierre Étaix, tous les grands comiques de l'écran lui doivent quelque chose,. Plus récemment, George Valentin personnage (à l'accent français) interprété par Jean Dujardin dans The Artist, sortie en 2011, semble inspiré par la posture du personnage de Max Linder.
Sa salle de cinéma, le Ciné Max Linder à Paris, qu'il avait créée et dont il était propriétaire et exploitant, existe toujours aujourd'hui. Située sur les grands boulevards (au 24 boulevard Poissonnière), elle porte toujours son nom, le Max Linder Panorama.
Un lycée de Libourne (Gironde), proche de sa commune de naissance, porte son nom, tout comme le collège de Saint-Loubès. C'est également le cas de plusieurs rues de la ville — où il repose — et d’une salle communale.

## Filmographie

### De 1905 à 1922

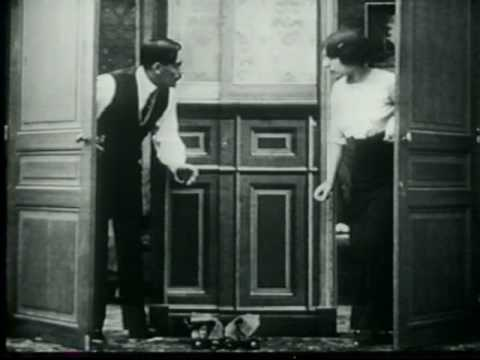
Le Roman de Max (1912).

- 1905 : La Première Sortie d'un Collégien[note 2]
- 1906 : 
  - C'est papa qui prend la purge de Louis Feuillade
  - Les Contrebandiers de Lucien Nonguet
  - Le Pendu[note 2]
  - Le Poison (réalisateur inconnu)
  - Le Premier Cigare d'un collégien[note 2]
  - Lèvres collées (réalisation anonyme)

- 1907 :
  - Au music-hall de Fred Karno

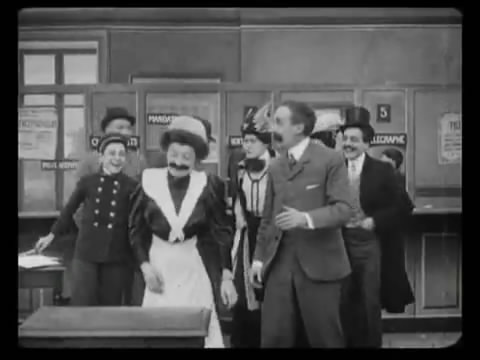
Max Linder (à droite) dans Lèvres collées (1907).

  - Max patineur : Les Débuts d'un patineur[note 2]
  - Domestique hypnotiseur de Lucien Nonguet
  - Idée d'apache de Lucien Nonguet
  - Un drame à Séville (ou La Mort d'un toréador) d'André Heuzé et Louis Gasnier
  - Sganarelle d'Albert Capellani
  - Une mauvaise vie de Lucien Nonguet
  - La Vie de Polichinelle (La Légende de Polichinelle) d'Albert Capellani et Lucien Nonguet
  - Ah ! quel malheur d'avoir un gendre (réalisation anonyme)
  - Les Exploits d'un fou (réalisation anonyme)
  - Pitou, bonne d'enfants (réalisation anonyme)
- 1908 : 
  - Mon pantalon est décousu d'André Heuzé
  - La Rencontre imprévue de Georges Monca
  - Une conquête de Georges Monca
  - La Très Moutarde de Georges Monca
  - Une représentation au cinématographe ou Une séance de cinématographe[note 2]
  - Vive la vie de garçon[note 3]
  - Max jongleur ou L'Obsession de l'équilibre
  - Un tic nerveux contagieux (réalisation anonyme)
  - Deux grandes douleurs (réalisation anonyme)
- 1909 :

- Avant et... après[note 3]
- Un mariage forcé[note 2]
- La Flûte merveilleuse
- Un coup d'œil à chaque étage
- La Timidité guérie par le sérum[note 3]
- À qui mon cœur ?
- La Vengeance du bottier[note 3]
- Amoureux de la femme à barbe (réalisateur inconnu)
- Le Baromètre de la fidélité de Georges Monca
- Le Bridge au plafond (Je bridge au plafond)[note 2]
- Le Chapeau-claque de Georges Monca
- En bombe après l'obtention de son bachot[note 2]
- Mes voisins me font danser ou Repos impossible[note 2]
- N'embrassez pas votre bonne[note 3]
- Le Pantalon trop court[note 2]
- La Petite Rosse de Camille de Morlhon
- Le Petit Jeune Homme[note 2]
- Quel est l'assassin ? ou Qui a tué Max ?[note 2]
- Le Râtelier de la belle-mère de Georges Monca
- La Timidité vaincue[note 2]
- Les Surprises de l'amour
- Un cross-country original[note 2]
- Une campagne électorale[note 2] et Max Linder
- Une conquête de Charles Decroix
- Une poursuite mouvementée[note 2]
- Une séance de cinématographe[note 2]
- Un mariage à l'américaine - Un mariage américain[note 3]
- Le Veston trop étroit[note 2]
- Les Débuts d'un yachtman[note 2]
- Le Voleur mondain[note 3]

- 1910 :

- Une jeune fille romanesque[note 2]
- Je voudrais un enfant[note 3]
- L'Ingénieux Attentat[note 2]
- Kyrelor, bandit par amour[note 2]
- Les Débuts de Max au cinéma : Max fait du cinéma[note 2] et Max Linder, avec Max Linder, Georges Monca, Lucien Nonguet, Charles Pathé
- La Flûte merveilleuse[note 4]
- Le Duel d'un monsieur myope[note 2] avec Max Linder
- Les Effets des pilules de Max (réalisateur inconnu), avec Max Linder
- Mariage au puzzle[note 4]
- Un chien qui rapporte - Mon chien rapporte[note 2]
- Le Mariage de Max (Max se marie)[note 5], Paulette Lorsy, Jacques Vandenne
- Max aéronaute - Max aviateur[note 5]
- Les Exploits du jeune Tartarin[note 3] avec Andrée Divonne, Max Linder, Jacques Vandenne
- Max célibataire[note 5]
- Champion de boxe[note 5]
- Max cherche une fiancée[note 5]
- Max et Clancy tombent d'accord[note 5]
- Max et la belle négresse (Max et sa belle négresse)[note 5]
- Max et l'Edelweiss[note 5]
- Max et le Téléphone[note 5]
- Max et ses trois mariages[note 5]
- Max et son rival (Tout est bien qui finit bien)[note 5]
- Max fait du patinage à roulettes ou Match de boxes entre patineurs à roulettes[note 5]
- Max fait du ski[note 2],[note 6], avec Max Linder, Gabrielle Lange
- Max est hypnotisé[note 5]
- Max maîtresse de piano[note 5]
- Max manque un riche mariage[note 6], avec Gabrielle Lange, Max Linder
- Max ne se mariera pas[note 5], Gabrielle Lange
- Max prend un bain[note 5]
- Max se trompe d'étage[note 5]
- Trop aimée[note 2]
- Une bonne pour monsieur, un domestique pour madame[note 6], avec Lucy Blémont, Max Linder, Jacques Vandenne, Meg Villars
- Le Cauchemar de Max
- L'Idiot qui se croit Max
- Le Soulier trop petit de Georges Monca
- Petite Gosse
- Ruse de mari
- Le Serment d'un prince
- Le Pacte
- Soldat par amour
- Mauvaise Vue
- Amour et Fromage (réalisation inconnue)
- Le révolver arrange tout (réalisation inconnue)
- Max est distrait[note 7]

- 1911 :

- L'Amour mouillé (réalisateur inconnu) avec Max Linder, Cécile Guyon
- Max a un duel[note 4]
- Max dans sa famille (Max en convalescence)[note 4]
- Max fiancé (Max a trouvé une fiancée)[note 5]
- Max se marie[note 5], avec Max Linder, Charles de Rochefort
- Max et sa belle-mère[note 3] et Lucien Nonguet avec Léon Belières, Charles de Rochefort, Gabrielle Lange, Max Linder, Paulette Lorsy, Pâquerette, Jacques Vandenne
- Max victime du quinquina[note 7], avec Gabrielle Lange, Paulette Lorsy, Jacques Vandenne, Lucy D'Orbel, Maurice Delamare, Georges Coquet, Georges Gorby
- Par habitude[note 3] avec Maurice Chevalier, Max Linder
- Une mariée qui se fait attendre (La Mariée récalcitrante)[note 2] avec Max Linder, Maurice Chevalier
- Voisin... voisine[note 4], avec Paulette Lorsy, Charles Mosnier

- 1912 : 
  - Amour tenace[note 3] avec Georges Gorby, Max Linder, Stacia Napierkowska
  - Max et Jane en voyage de noces ou Voyage de noces[note 7], avec Jane Renouard
  - Match de boxe entre patineurs à roulettes[note 4]
  - Max amoureux de la teinturière[note 3] avec Gabrielle Lange, Max Linder, Jane Renouardt
  - Max bandit par amour[note 4]
  - Max boxeur par amour[note 4], avec Charles de Rochefort
  - Max cocher de fiacre[note 4], avec Charles de Rochefort, Gabrielle Lange
  - Max Linder contre Nick Winter de Paul Garbagni et Max Linder, avec Max Linder, Pierre Bressol, Léon Durac, Georges Vinter
  - Max émule de Tartarin[note 4], avec Stacia Napierkowska
  - Le Succès de la prestidigitation (Max escamoteur)[note 4], avec Stacia Napierkowska
  - Max et son âne ou Max et l'âne jaloux[note 4], avec Paulette Lorsy, Joé Dawson
  - Max et son chien Dick[note 4], avec Jane Renouardt
  - Max veut faire du théâtre (Max et Jane veulent faire du théâtre) ou (Max a le feu sacré)[note 7], avec Jane Renouardt, Henri Collen, Gabrielle Lange, Charles Mosnier
  - Max et la Bonne à tout faire[note 7]
  - Max et la Fuite de gaz[note 7], avec Jane Renouardt, Stacia Napierkowska, Georges Coquet
  - Max et l'Inauguration de la statue (réalisateur inconnu), avec Max Linder
  - Max et l'Entente cordiale (Entente cordiale)[note 3], avec Harry Fragson, Max Linder, Stacia Napierkowska et Jane Renouardt
  - Max et les Femmes (Oh les femmes)[note 7], avec Suzy Depsy
  - Max jongleur par amour[note 4]
  - Max lance la mode[note 7], avec Stacia Napierkowska, Jane Renouardt
  - Max Linder pratique tous les sports[note 3] avec Charles de Rochefort, Lucy d'Orbel, Max Linder
  - Max peintre par amour[note 4], avec Stacia Napierkowska
  - Max, professeur de tango[note 3] avec Leonora, Max Linder
  - Max reprend sa liberté[note 4], avec Delphine Renot, Jane Renouardt
  - Max veut grandir de Ma Linder avec Max Linder, Stacia Napierkowska, Jane Renouardt
  - Que peut-il avoir ? ou Que peut-il arriver ?[note 4], avec Paulette Lorsy, Charles Mosnier
  - Le Roman de Max[note 4], avec Lucy D'Orbel
  - Une idylle à la ferme (Idylle à la ferme)[note 4]
  - Une nuit agitée[note 4], avec Stacia Napierkowska, Jane Renouardt
  - Un mariage au téléphone[note 4], avec Stacia Napierkowska, Jane Renouardt
  - Un pari original[note 4], avec Paulette Lorsy, Joe Dawson
  - Voyage de noces en Espagne[note 4], avec Stacia Napierkowska
  - Max a peur des chiens
  - Max dans la garde-robe
  - Le Succès de la prestidigitation
  - Oh les femmes !
  - La Malle au mariage
  - Le Mal de mer
  - Max et son domestique ou La Vengeance du domestique
  - Max collectionneur de chaussures
  - Max bandit par amour
  - L'Ange du foyer[note 4], avec Georges Vinter dans le rôle du détective Nick Winter qu'il créa[note 8]
  - L'Enlèvement en hydroaéroplane (ou Un enlèvement en hydroaéroplane)[note 3] avec Georges Coquet, Lucy d'Orbel, Max Linder, Andrée Marly, Jules Védrines

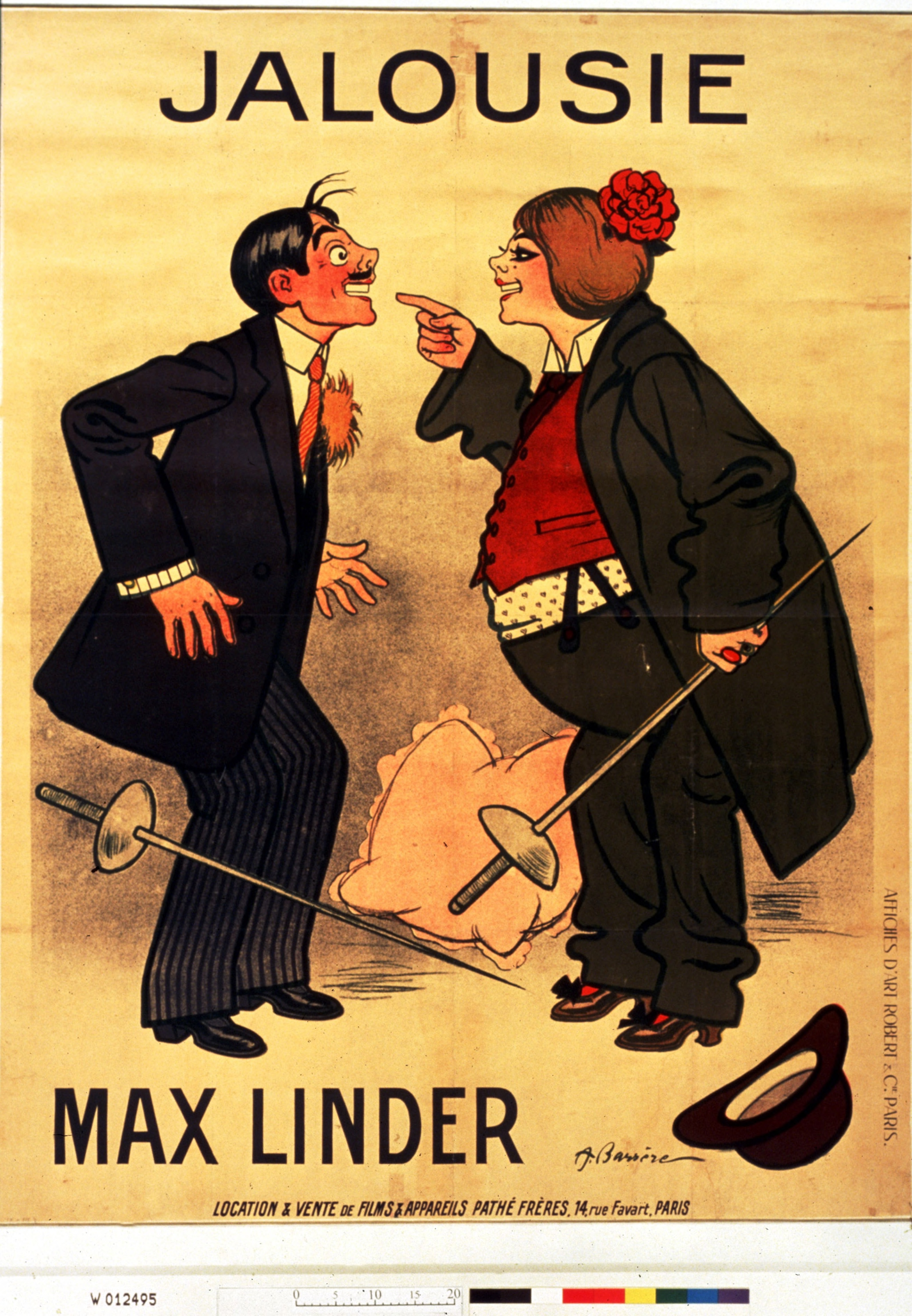
Affiche de Jalousie.

- 1913 : 
  - Max est charitable[note 7], avec Paulette Lorsy
  - Le Chapeau de Max[note 4]
  - Comment Max fait le tour du monde[note 4], avec Lucy D'Orbel, Georges Gorby
  - Les Débuts d'un yachtman[note 2] avec Max Linder
  - Le Duel de Max[note 4], avec Pierre Palau, Charles de Rochefort
  - Le Hasard et l'Amour[note 7], avec Lucy D'Orbel, Georges Gorby
  - Le Hasard et l'Amour[note 9]
  - Max à Monaco[note 4]
  - Max a peur de l'eau[note 4]
  - Max asthmatique[note 4], avec Lucy D'Orbel, Georges Gorby
  - Max au couvent[note 4]
  - Max collectionneur de chaussures[note 4], avec Georges Coquet
  - Max et le Billet doux - Max et son billet[note 4], avec Lucy D'Orbel, Georges Gorby
  - Max et les crêpes (Max et Jane font des crêpes - Max cuisinier par amour)[note 7], avec Jane Renouard
  - Max fait de la photo[note 5]
  - Max fait des conquêtes[note 4], avec Lucy D'Orbel, Georges Gorby
  - Max jockey par amour[note 7], avec Henri Collen, Georges Gorby, Stacia Napierkowska
  - Max n'aime pas les chats[note 4], avec Lucy D'Orbel, Georges Gorby
  - Max toréador[note 4], avec Stacia Napierkowska
  - Max virtuose[note 4], avec Lucy d’Orbel, Georges Gorby, Charles Mosnier, Jacques Vandenne, Georges Coquet, Gabrielle Lange, Georges Gorby
  - La Rivalité de Max[note 4], avec Charles de Rochefort
  - La Ruse de Max[note 4]
  - Un mariage imprévu[note 4], avec Lucy D'Orbel, Georges Gorby
  - Les Vacances de Max (Max part en vacances)[note 4], avec Lucy d'Orbel, Georges Gorby, Gaby Morlay
  - Max et le Rendez-vous[note 4]
  - Un mariage forcé[note 4], avec Jacques Vandenne
  - Max jaloux ou Jalousie[note 7], avec Jane Renouard
- 1914 :

- L'Anglais tel que Max le parle[note 7]
- Cuisinier par amour[note 3]
- Dick est un chien savant[note 3]
- Max soldat - Le 2 août 1914[note 7], avec René Leprince
- Les Escarpins de Max[note 4], avec Georges Gorby, Georges Coquet
- L'idiot qui se croit Max de Roméo Bosetti et Lucien Nonguet, avec Max Linder, Roméo Bosetti
- Max dans les airs (Max aviateur)[note 7], avec Gaby Morlay, Jules Védrines
- Max décoré[note 7]
- Max et le Bâton de rouge[note 4]
- Max et le Commissaire[note 4], avec Jacques Vandenne, Georges Gorby
- Max illusionniste[note 7], avec Lucy D'Orbel, Jacques Vandenne, Georges Gorby
- Max joue le drame[note 5]
- Max maître d'hôtel[note 7]
- Max et la Doctoresse[note 3]
- Max et le Mari jaloux[note 7]
- Max pédicure[note 7], avec Lucy D'Orbel, Georges Gorby, Gabrielle Lange
- Max sauveteur - La médaille de sauvetage[note 7]
- Le Pendu[note 3], avec nouvelle version du film de 1906

- 1915 : 
  - Max coiffeur par amour[note 4]
  - Max et l'Espion de René Leprince et Max Linder avec Max Linder
  - La Tulipe merveilleuse
- 1916 :
  - Max entre deux feux[note 4]
  - Max et la Main-qui-étreint (Max victime de ma Main-qui-étreint)[note 3], avec Henri Collen, Max Linder
  - Max médecin malgré lui[note 4]
  - C'est pour les orphelins, film de propagande de Louis Feuillade
- 1917 :
  - Max et le Sac[note 7]
  - Max devrait porter des bretelles[note 7]
  - Aux États-Unis
    - Max part en Amérique (Max Comes Across)[note 4], avec Martha Mansfield, Ernest Maupain
    - Max et son taxi (Max in a Taxi)[note 4], avec Martha Mansfield
    - Max veut divorcer (Max Wants a Divorce)[note 4], avec Francine Larrimore, Martha Mansfield

- 1921 :
  - Sept Ans de malheur (Seven Years Bad Luck)[note 4], avec Thelma Percy, Alta Allen, Betty K Peterson (Betty Peterson), Lola Gonzales, Harry Mann, Chance Ward, Ralph Mc Cullough, Hugh Saxon, C. E. Anderson (Cap Anderson), F. B. Crayne
  - Soyez ma femme (Be My Wife)[note 3]
- 1922 : The Three Must-Get-Theres (L’Étroit mousquetaire)[note 4], avec Bull Montana, Frank Cooke, Caroline Rankin, Jobyna Ralston, Jack Richardson, Charles Mezzetti, Clarence Wertz, Fred Cavens, Harry Mann, Jean de Limur, Al Cooke

### En France
- 1919 : Le Petit Café de Raymond Bernard, avec Max Linder, Henri Debain, Wanda Sylvano, Armand Bernard, Flavienne Mérindol, André Barelly, Halma, Jean Joffre
- 1920 : Le Feu sacré de Henri Diamant-Berger avec Max Linder, Flavinne Mérindol, Halma
- 1923 : Au secours ! d'Abel Gance avec Max Linder, Gina Palerme, Jean Toulout, Gaston Modot
- 1925 : Chevalier Barkas de Max Linder avec Max Linder (film inachevé)

### En Autriche
- 1924 : Le Roi du cirque (Max, der Zirkuskönig) de Max Linder, co-réalisation Max Linder et Edouard Emile Violet avec Max Linder, Vilma Banky, Eugen Burg, Viktor Franz, Kurt Kasznar, Max Linder, Julius von Szöreghy

## Théâtre
- 1905 : La Grande Famille d'Alexandre-Charles Arquillière, Théâtre de l'Ambigu-Comique
- 1906 : Miquette et sa mère de Gaston Arman de Caillavet et Robert de Flers, Théâtre des Variétés[20]
- 1908 : Les Deux Écoles d'Alfred Capus, Théâtre des Variétés[21]
- 1908 : Le Roi de Robert de Flers, Gaston Arman de Caillavet, Emmanuel Arène, Théâtre des Variétés